# Шомизи
Шомизи (фр. Chaumuzy) насеље је и општина у североисточној Француској у региону Шампањ-Арден, у департману Марна која припада префектури Ремс.
По подацима из 2011. године у општини је живело 375 становника, а густина насељености је износила 18,81 становника/km². Општина се простире на површини од 19,94 km². Налази се на средњој надморској висини од 133 метара.

## Демографија
| 1962. | 1968. | 1975. | 1982. | 1990. | 1999. | 2011. |
| ----- | ----- | ----- | ----- | ----- | ----- | ----- |
| 338   | 345   | 311   | 332   | 327   | 315   | 375   |

График промене броја становника у току последњих година